# Interaktionsdesign
Interaktionsdesign handlar om att forma produkter, tjänster och miljöer med särskilt fokus på deras brukskvalitéer, det vill säga hur de ska vara att använda. Begreppet interaktionsdesign har förekommit sporadiskt under cirka 20 år och har börjat användas mer systematiskt sedan slutet av 1990-talet.
Interaktionsdesign som område är relativt nytt. I dagens samhälle med mobiltelefoner och alltmer avancerad informations- och interaktionsteknik uppstår ett stort behov av god användbarhet (eng. usability).

## Två sätt att se på interaktionsdesign
Det finns två huvudsakliga skolor och två olika sätt att tolka begreppet interaktionsdesign.
- Det ena är inriktat på nytta och användbarhet. Där talar man om att de digitala produkterna ska passa in i sina sammanhang, vara lätta att använda och stödja människor i deras uppgifter. Det synsättet utgår från akademiska områden som människa-datorinteraktion och informatik, och det handlar ofta om digitala redskap för effektivt arbete.

- Det andra huvudsakliga synsättet är att se interaktionsdesign som en designdisciplin, närmast besläktad med industridesign eller arkitektur. Det medför ofta ett starkare fokus på produkternas estetiska kvalitéer och användarnas upplevelser, och på branscher som konsumentprodukter, underhållning och mediaproduktion.

Till skillnad från traditionell grafisk design och gränssnittsdesign (eng. GUI-design) innefattar interaktionsdesign utformning av ett systems beteende och flöden. Till exempel hur de olika stegen i din mobiltelefons menyer ska utformas för att du snabbt och enkelt kan skicka ett SMS och hur eventuella felmeddelanden kan stödja dig.

## Interaktionsdesigner som yrke
Interaktionsdesigner anlitas vanligtvis när man utvecklar nya produkter såsom webbplatser, mobiltelefoner, interaktiva spel och gränssnitt i olika programvaror men används även för att omstrukturera befintliga digitala system eller utveckla fysiska produkter. Interaktionsdesignern ansvarar för att produktens gränssnitt skapar de effekter användaren förväntar sig i olika situationer och ansvarar för alla designbeslut om interaktionen mellan produkten och användaren.
Fler och fler IT-företag anställer interaktionsdesigner. Intresseföreningen STIMDI arrangerar event inom området där många företag representeras.
Det svenska forskningsinstitutet Interactive Institute bedriver tillämpad forskning med inriktning mot interaktionsdesign.

## Utbildningar i interaktionsdesign
Man kan bli interaktionsdesigner via en rad olika utbildningar inom skilda discipliner. Relevanta utbildningar kan vara kognitionsvetenskap eller systemvetare inom interaktiva system.
Exempel på var du kan gå kurser i interaktionsdesign:
Högskoleutbildningar
- Blekinge tekniska högskola
- Chalmers tekniska högskola
- Högskolan i Borås
- Högskolan Dalarna
- Högskolan i Halmstad
- Högskolan i Kristianstad
- Högskolan i Skövde
- Jönköping University
- Karlstads universitet
- Kungliga Tekniska högskolan
- Linköpings universitet
- Linnéuniversitetet
- Luleå tekniska universitet
- Lunds universitet
- Malmö universitet
- Mittuniversitetet
- Mälardalens högskola
- Stockholms universitet
- Södertörns högskola
- Umeå universitet
- Uppsala universitet
- Örebro universitet

Kvalificerad yrkesutbildning (KY):
- Nackademin

### Fotnoter
1. ↑  Ottersten & Berndtsson (2002), s. 49